# Rafalus arabicus
Rafalus arabicus is een spinnensoort in de taxonomische indeling van de springspinnen (Salticidae).
Het dier behoort tot het geslacht Rafalus. De wetenschappelijke naam van de soort werd voor het eerst geldig gepubliceerd in 2010 door Wesolowska & van Harten.